# Referendum
Referendum (latinsko ad referendum, kar pomeni »v odgovor na zahtevo«) je neposreden demokratičen postopek oziroma glasovanje, kjer prebivalci določenega območja ali tvorbe z volilno pravico na podlagi referendumskega vprašanja odločajo o ustavi, zakonih ali drugih pravnih aktih ter vprašanjih, pomembnih za družbo. Predstavlja enega od temeljev neposredne demokracije.